# Leiden
Leiden () je mesto in občina na Nizozemskem.
Mestne pravice je prejel leta 1266. Leiden se nahaja ob Starem Renu, 20 kilometrov severno do Haaga in 40 kilometrov južno od Amsterdama. 
Zahvaljujoč industriji blaga je bil Leiden eno največjih mest v severni Nizozemski od poznega srednjega veka do 17. stoletja. Trenutna občina Leiden ima 130.181 prebivalcev (1. januar 2024), vendar ima strnjeno, med seboj povezano mestno območje Leiden - z Oegstgeestom, Voorschotenom, Leiderdorpom in Zoeterwoude - 215.602 prebivalcev. Mestna aglomeracija, ki jo je opredelil Statistični urad Nizozemske, vključuje tudi Katwijk, kar pomeni, da ima aglomeracija Leiden 282.207 prebivalcev.  Mestna regija Leiden vključuje tudi Teylingen in Noordwijk ter ima skupno 365.913 prebivalcev. Zaradi tega je mestno območje Leiden eno izmed desetih največjih aglomeracij v državi.
Leiden je že stoletja tipično študentsko mesto; ima najstarejšo univerzo na Nizozemskem, ustanovljeno leta 1575. Leta 2021 bo rimski del Leidna, Park Matilo, pridobil status Unescove svetovne dediščine kot del rimskega limesa. 

## Mestni grb in zastava
Mestni grb Leidena sestavlja bel ali srebrn ščit z dvema prekrižanima rdečima ključema. Grb se nanaša na svetega Petra, zavetnika mesta in soimenjaka glavne cerkve Petrove cerkve. Peter naj bi od Jezusa prejel nebeške ključe [13] in je zato po mnenju Rimskokatoliške cerkve ustanovitelj papeštva , kar pomeni, da je bil po Jezusovem vnebohodu njegov namestnik na zemlji, tako kot naslednji papeži. Zato se v vatikanskem grbu pojavljajo podobni ključi kot tisti iz Leidna.
Uradni grb Leidna je bil ustanovljen s kraljevim odlokom z dne 25. januarja 1950. Nosilec ščita je bojevit, rdeči lev na trdnjavskem zidu z latinskim geslom "Haec libertatis ergo" (To za svobodo), ki se nanaša na čas nizozemskega upora proti Špancem v 16. stoletju. Levi krempelj se naslanja na ščit. V njegovem desnem kremplju je dvignjen srebrn meč z zlatim ročajem.
Zastavo Leidna v razmerju 3:2 sestavljajo tri enake vodoravne črte v barvah rdeče-belo-rdeče. Ob strani droga je bel krog, v katerem sta dva prekrižana rdeča ključa iz grba. Zastavo je leta 1949 sprejel občinski svet.

## Zgodovina
Leiden je nastal na umetnem hribu (danes imenovanem Leidenski grad  Burcht van Leiden ) ob sotočju rek Stari Ren  in Novi Ren). V najstarejši omembi tega iz ok.  860 se je naselje imenovalo Leithon. Ime naj bi izviralo iz germanskega * leitha - "kanal"  v dativu množine , kar pomeni "ob kanalih". "Kanal" pravzaprav ni najbolj natančen izraz. Leitha (kasneje "lede") je bila reka, ki jo je spremenil človek, deloma naravna, deloma umetna .
Leiden so v preteklosti zmotno povezovali z rimsko postojanko Lugdunum Batavorum. Ta posebni castellum naj bi se nahajal na Burchtu v Leidenu, ime mesta pa naj bi izhajalo iz latinskega imena Lugdunum. Vendar je bil castellum v resnici bližje mestu Katwijk , medtem ko se je rimska naselbina blizu današnjega Leidna imenovala Matilo.
Leidenski zemljiški gospod, ki se je nahaja v trdnjavi na hribu (moti), je bil sprva podrejen utrechtskemu škofu , okoli leta 1100 pa so gradiščanski grofje postali podrejeni grofiji Holandiji. Ta grofija je leta 1101 dobila ime po domeni v bližini trdnjave: Holtland  ali Holand .
Leiden je leta 1047 oplenil cesar Henrik III..  V zgodnjem 13. stoletju se je sem zatekla grofica Ada Holandska, ko se je bojevala v državljanski vojni proti svojemu stricu, Viljemu I., holandskemu grofu. Oblegal je trdnjavo in ujel Ado.
Leiden je dobil mestne pravice leta 1266. Leta 1389 je njegovo prebivalstvo naraslo na približno 4000 ljudi.

### Obleganje leta 1420
Leta 1420 je med vojnami Trnka in Trske Vojvoda Janez III. Bavarski skupaj s svojo vojsko korakal iz Goude v smeri Leiden, da bi mesto osvojil, saj se Leiden ni podredil novi holandski grofici Jakobi Bavarski, grofici Hainauta, njegovi nečakinji in edini hčerki grofa Viljema VI. Holandskega.
Grajski grof Filip Wassenaarski in drugi lokalni plemiči frakcije Trnka so predvidevali, da bo vojvoda najprej oblegal Leiden in poslal majhne enote, da bi osvojile okoliške citadele. Toda Janez vojvoda Bavarske-Straubinga se je odločil, da bo najprej napadel citadele.
Topove je peljal skupaj s svojo vojsko, enega najtežjega pa je dal prepeljati z ladjo. S streljanjem z železnimi kroglami na zidove in vrata citadel so te padale ena za drugo. V enem tednu je Janez Bavarski osvojil gradove Poelgeest, Ter Does, Hoichmade, de Zijl, ter Waerd, Warmond in de Paddenpoel.
Vojska vojvode se je 24. junija pojavila pred obzidjem Leidna. Po dvomesečnem obleganju se je mesto 17. avgusta 1420 predalo Janezu Bavarskemu. Grajskemu grofu Filipu Wassenaarskemu so odvzeli službene položaje in pravice. Svoja zadnja leta je preživel v ujetništvu. Mesto je leta 1481 osvojil cesar Maksimilijan. Med neurjem 1. marca 1512 se je porušil več kot 100 metrov visok stolp cerkve sv. Petra. Stolp, eden najvišjih na Nizozemskem, ni bil nikoli obnovljen.

### Od 16. do 18. stoletja
Leiden je v 16. in 17. stoletju cvetel. Ob koncu 15. stoletja so bili tkalski obrati (predvsem tkalnice sukna) v Leidnu zelo pomembne. Mesto je leta 1622 naraslo na 45.000 prebivalcev, okoli leta 1670 pa je število doseglo celo 70.000. V zlati dobi je bil Leiden drugo največje mesto na Nizozemskem za Amsterdamom. .  V 18. stoletju je tekstilna industrija nazadovala zaradi protekcionističnih ukrepov v Franciji in plač, ki so morale biti zaradi življenjskih stroškov v nizozemski regiji relativno visoke. Rezultat je bil stalen upad prebivalstva Leidna, ki je konec 18. stoletja padlo na 30.000 in bi okoli leta 1815 doseglo najnižjo vrednost 27.000.
V istem obdobju od 16. do 18. stoletja  je Leiden razvil pomembno tiskarsko in založniško industrijo. Tu sta živela vplivna tiskarja Lucas van Leyden in Otto van Veen, prav tako Christoffel Plantijn. Eden od Christofflovih učencev je bil Ludvik Elzevir (1547–1617), ki je ustanovil največjo knjigarno in tiskarno v Leidnu, posel, ki so ga njegovi potomci nadaljevali do leta 1712. 
Leta 1572 se je mesto postavilo na stran nizozemskega upora proti španski oblasti in igralo pomembno vlogo v osemdesetletni vojni. Pri obleganju Leidna od maja do oktobra 1574 s strani Špancev, je Leidenu omogočilo razbremenitev porušenje nasipov, kar je omogočilo ladjam, da so lahko dovažale živila prebivalcem poplavljenega mesta. Kot nagrado za junaško obrambo je leta 1575 Viljem I. Oranski ustanovil Univerzo v Leidnu. Vsako leto 3. oktobra se v Leidnu še vedno praznuje konec obleganja. Izročilo pripoveduje, da so državljani imeli možnost izbire med univerzo in določeno oprostitvijo davkov in so izbrali univerzo. Viljem je imel politični/administrativni razlog za ustanovitev univerze: potrebo po dobro izobraženih diplomantih. Geslo univerze je Praesidium Libertatis , kar pomeni 'trdnjava svobode'. Obleganje je znano tudi po tem, da je v njenem času, ko je zmanjkalo srebra, prišlo do prvega primera izdaje papirnatega denarja v Evropi, s papirjem, vzetim iz molitvenikov, ki je bil žigosan z uporabo kovancev.